# Józef Honig
Józef Honig (ur. 5 maja 1917 w Piaskach, zm. 5 czerwca 2003 w Lublinie) – wieloletni opiekun starego cmentarza żydowskiego w Lublinie, polski Żyd ocalony z Holocaustu nazywany Ostatnim Żydem z Lublina, więzień hitlerowskich obozów na Majdanku i Trawnikach, w latach 80. przewodniczący Kongregacji Wyznania Mojżeszowego w Lublinie.
W latach 1942–1944 po ucieczce z obozów koncentracyjnych ukrywał się w Kocmyrzowie i Lublinie. Na jego wniosek w 2007 instytut Jad Waszem w Jerozolimie przyznał tytuł Sprawiedliwych wśród Narodów Świata dwóm polskim rodzinom, które pomagały mu wówczas przeżyć: Mariannie i Janowi Cioczek oraz Walerii i Antoniemu Szyszkowskim. 
Po II wojnie światowej był represjonowany przez władzę ludową i więziony m.in. w Warszawie i Strzelcach Opolskich. W 1968 mimo nakazu nie opuścił Polski i aż do śmierci mieszkał w Lublinie, gdzie opiekował się pozostałościami po przedwojennej społeczności żydowskiej miasta. Od lat siedemdziesiątych mieszkał, wspólnie z żoną Bibianną, w bloku przy ulicy Edwarda Dembowskiego 4, w mieszkaniu z bezpośrednim widokiem na stary cmentarz żydowski przy ulicy Kalinowszczyzna, którego był opiekunem i odźwiernym.  Pochowany został na nowym cmentarzu żydowskim przy ulicy Walecznych w Lublinie.